# Anouk Dekker
Anouk Dekker (Almelo, 15 novembre 1986) è una calciatrice olandese, centrocampista del Viktoria Berlino.

## Carriera

### Club
Anouk Dekker si avvicina al calcio giocato all'età di sei anni, quando entra nelle giovanili del SVZW Wierden, società dilettantistica di Wierden. Con l'SVZW si mette in luce per le sue doti sportive venendo notata dai selezionatori della Federazione calcistica dei Paesi Bassi (Koninklijke Nederlandse Voetbalbond - KNVB) che iniziano a convocarla nei raduni delle nazionali giovanili olandesi fino al raggiungimento dei 12 anni. Nell'SVZW resterà fino all'età di 19 anni quando coglie la sua prima occasione per passare al calcio professionistico.
Nel 2005 Dekker firma un contratto con l'Heike Rheine, società tedesca della città di Rheine che in quell'anno militava nella Frauen-Bundesliga, il massimo campionato tedesco. Con il Heike Rheine Dekker rimane due stagioni decidendo, al termine dei quella 2006-2007 conclusasi con la retrocessione della squadra in 2. Bundesliga Nord, di ritornare nei Paesi Bassi.
Nell'estate del 2007 si accorda con il Twente, società con sede ad Enschede che partecipa all'Eredivisie, il neofondato massimo campionato femminile di calcio olandese. Durante la sua prima stagione riesce a conquistare la fiducia della società che decide di prolungarne il contratto. Nel maggio 2008 contribuisce alla conquista del primo trofeo nazionale della società olandese, la Coppa d'Olanda di calcio femminile. Già dalla seconda stagione, grazie alla decisione di terminare la carriera di Mary Kok, pur se a causa di gravi infortuni delle precedenti titolari Sanne Pluim e Marloes de Boer, ottiene la fascia di capitano. Rimane capitano della squadra fino alla stagione 2010-2011 quando, anch'essa a causa di un infortunio, deve cedere la fascia ad Ashley Nick. Anouk Dekker riesce a tornare in campo a fine stagione concludendo il campionato al primo posto e conquistando il primo scudetto personale e di Club. Nella stagione successiva riottiene la fascia dalla nuova allenatrice Arjan Veurink.
Nel dicembre 2015 Anouk Dekker ha lasciato il Twente dopo nove stagioni per trasferirsi al Montpellier, disputando la Division 1 Féminine francese.

### Nazionale
Viene convocata alle selezioni per le giovanili della nazionale di calcio femminile olandese e gioca la sua prima partita internazionale con la maglia arancione della formazione under 19 il 25 settembre del 2003, nell'incontro vinto dai Paesi Bassi per 7 a 0 contro la pari rappresentativa della Bielorussia nel primo turno di qualificazione per i Campionati Europei UEFA di categoria.
In seguito viene convocata dal commissario tecnico Vera Pauw nella Nazionale maggiore dove debutta il 21 novembre 2009 nella partita pareggiata per 1 a 1 con la Nazionale bielorussa nell'ambito delle qualificazioni al campionato mondiale femminile di calcio 2011.
Più tardi viene selezionata per essere impiegata nella fase a gironi delle qualificazioni al campionato europeo femminile di calcio 2013. Con le Orange riesce ad ottenere il secondo posto dietro alla Nazionale inglese e ad ottenere il passaggio al turno successivo come miglior seconda nazionale partecipante.

## Palmarès

### Club
- Coppa dei Paesi Bassi: 1

Twente: 2008
- Campionato olandese: 1

Twente: 2010-2011
- BeNe League: 2

Twente: 2012-2013, 2013-2014

### Nazionale
- Campionato d'Europa: 1

2017